# Батурина, Роко
Ро́ко Бату́рина (хорв. Roko Baturina; родился 20 июня 2000 года, Сплит, Хорватия) — хорватский футболист, нападающий клуба «Жил Висенте».

## Клубная карьера
Батурина — воспитанник клуба «Сплит» из своего родного города. 15 апреля 2017 года в матче против «Риеки» он дебютировал во чемпионате Хорватии. Летом 2018 года Роко перешёл в загребское «Динамо». 27 июля 2019 года в матче против «Славен Белупо» он дебютировал за новую команду. В начале 2020 года для получения игровой практики Батурина был арендован словенским клубом «Браво». 23 февраля в матче против «Табора» он дебютировал в чемпионате Словении. В этом же поединке Роко забил свой первый гол за «Браво».

## Международная карьера
В 2017 году в составе юношеской сборной Хорватии Батурина принял участие в домашнем молодёжного чемпионата Европы. На турнире он сыграл в матчах против команд Италии, Турции и Испании.